# Matthias Gersonde
Matthias Gersonde (* 29. November 1970 in Hemmoor) ist ein deutscher ehemaliger Fußballspieler.

## Karriere
Gersonde stieg mit Ende der Saison 1987/88 aus der Jugend des VfL Osnabrück auf in den Profibereich. In der 2. Fußball-Bundesliga absolvierte der Mittelfeldspieler in der Spielzeit 1988/89 laut der Online-Datenbank Weltfussball.de ein Spiel, bei dem er eingewechselt wurde.
Die deutsche Website Transfermarkt.de führt ihn anschließend als Spieler der zweiten Mannschaft der Osnabrücker, von VfL Stade sowie bis zum Karriereende 2003 abwechselnd von Rot-Weiss Cuxhaven und Germania Cadenberge.